# 彭科塔
46°19′21″N 21°41′13″E / 46.32250°N 21.68694°E
彭科塔（羅馬尼亞語：Pâncota），是羅馬尼亞的城鎮，位於該國西部，由阿拉德縣負責管轄，面積67平方公里，海拔高度192米，2011年人口6,946，人口密度每平方公里106人。